# Limonia pullata aquila
Limonia pullata aquila is een ondersoort van de tweevleugelige Limonia pullata uit de familie steltmuggen (Limoniidae). De soort komt voor in het Palearctisch gebied.